# Pajo Šimoković
Pajo Šimoković je bio srbijanski nogometaš iz Subotice, rodom bački Hrvat. Smatra se da spada među dvadeset najboljih nogometaša subotičkog Spartaka svih vremena.
Igrao je u sastavu subotičkog Spartaka koji je izborio sudjelovanje u prvenstvu Jugoslavije 1946./47. bio je: Pajo Šimoković, Ivan Bogešić, Miroslav Beleslin, Lajčo Jakovetić, Ivan "Janko" Zvekanović, Gojko Janjić, Ilija Vorgučin, Ladislav Tumbas, Stipan "Pipko" Kopilović, Jóska Takács i Josip Prčić. Trener im je bio Aleksandar Zvekan.